# Herrenhaus Eilhausen
Koordinaten: 51° 26′ 21″ N, 8° 57′ 10″ O
Das Herrenhaus Eilhausen ist ein ehemals herrschaftliches Gutshaus in der Gemarkung des Bad Arolsener Stadtteils Kohlgrund im nordhessischen Landkreis Waldeck-Frankenberg.

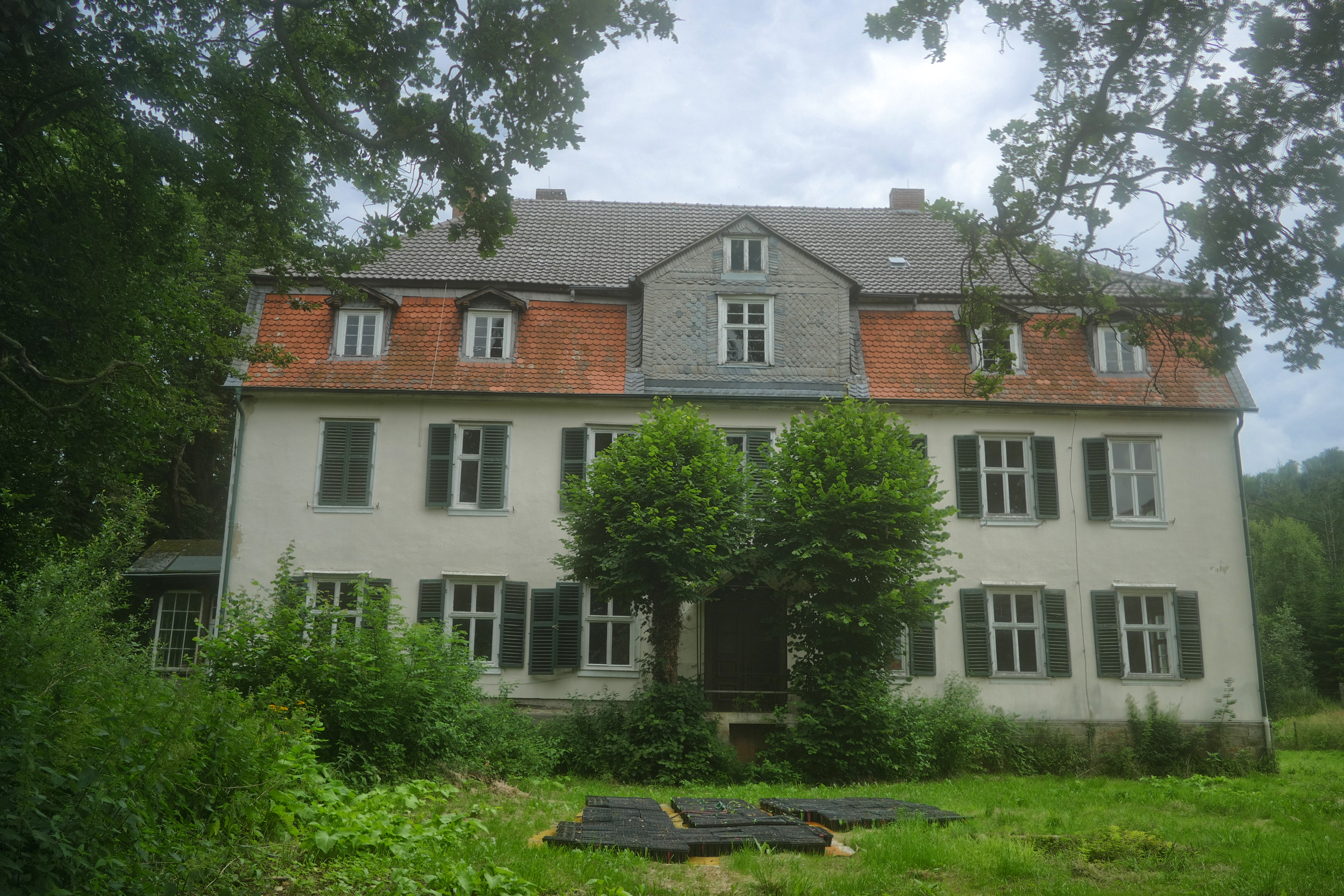
Herrenhaus Eilhausen, Südwestseite (2021)

## Geographie
Das Gebäude, repräsentatives Wohnhaus des Guts Eilhausen, befindet sich etwa 8 km nordnordwestlich der Kernstadt von Bad Arolsen und etwa 800 m nordöstlich von Kohlgrund auf 260 m Höhe über NHN auf einem inselartig von der Orpe umflossenen Grundstück. Es steht an der Stelle eines 1816 abgerissenen Vorgängerbaus, der wiederum in der ersten Hälfte des 18. Jahrhunderts an Stelle des zu diesem Zeitpunkt abgebrochenen Wasserschlosses Eilhausen errichtet worden war. Die Landesstraße L 3198 führt im Bogen unmittelbar östlich und nördlich um dieses Grundstück herum.

## Geschichte
Das Wohnhaus der im 18. Jahrhundert das gräfliche Wasserschloss ersetzenden Meierei wurde 1816 wegen Baufälligkeit abgetragen und durch das von Baudirektor Friedrich Theodor Escher (1768–1832) errichtete heutige Gutshaus ersetzt. Das Gut war bis zum Ende des Fürstentums Waldeck-Pyrmont nach dem Ersten Weltkrieg waldecksche Staatsdomäne. Der letzte regierende Fürst, Friedrich, erhielt nach seiner Abdankung, per Vergleich mit dem Landtag des Freistaats Waldeck im Jahre 1920, für sich und seine Nachkommen den Nießbrauch des Arolser Schlosses sowie das Eigentum am Forst Arolsen und an der bisherigen Staatsdomäne Hünighausen; letztere wurde dann gegen die Domäne Eilhausen umgetauscht. Das Gut ist seitdem im Besitz des Hauses Waldeck-Pyrmont und ist heute verpachtet.

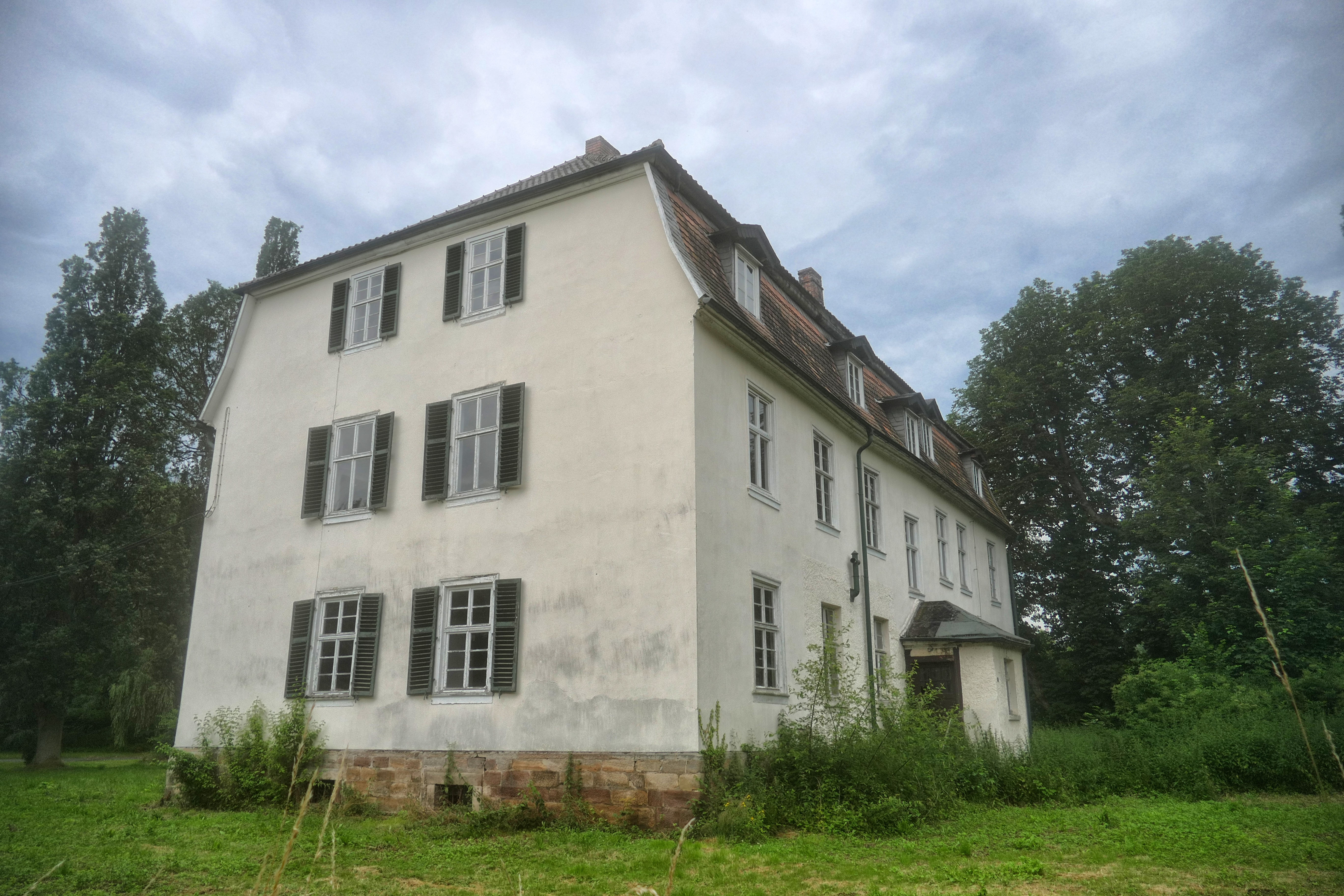
Nordostseite des Herrenhauses

## Der Bau
Das Haus ist ein zweigeschossiger verputzter Fachwerkbau von etwa 24 × 11 m Grundfläche, mit zweigeschossigem Mansardwalmdach. An der nach Südwesten gewandten, siebenachsigen Hauptseite befinden sich beiderseits neben dem zentralen, nicht ganz bis zum First reichenden Zwerchhaus jeweils zwei Giebelgauben im unteren Dachgeschoss. An der Rückseite ist mittig ein kleiner überdachter Aus- und Eingang angebaut. Die beiden Giebelseiten des Hauses sind zweiachsig auf drei Geschossen.